# Amalie Dietrich
Pour les articles homonymes, voir Dietrich.
Koncordie Amalie Dietrich (née Nelle) le 6 mai 1821 à Siebenlehn en Royaume de Saxe et morte le 9 mars 1891 à Rendsburg, est une naturaliste allemande, auteur d'une œuvre pionnière en Australie où elle passe dix ans à récolter des spécimens pour le Muséum Godeffroy de Hambourg.

## Biographie
Amalie Dietrich est née le 6 mai 1821 à Siebenlehn.
En 1846, elle se marie avec Wilhelm August Salomo Dietrich, un médecin. Celui-ci lui apprend à récolter et à conserver des spécimens afin qu'ils puissent vivre comme naturalistes. Durant quelques années, ils constituent ainsi des collections en Europe. Leur fille Charitas, leur seule enfant, naît 1848. En 1861, Amalie Dietrich découvre que son mari à une aventure et le couple se sépare. Elle revient vivre auprès de lui plus tard, avant de le quitter définitivement lorsqu'elle atteint 40 ans ; elle décide alors de gagner sa vie pour elle et sa fille.
Elle est employée comme naturaliste par Johann Caesar VI Godeffroy (en), un riche commerçant fondateur le Musée Godeffroy à Hambourg. Elle est la seule femme naturaliste employée par Godeffroy. Il l'envoie en Australie. Dietrich laisse sa fille dans un pensionnat et part à Brisbane en Australie, où elle arrive le 7 août 1863.
Dietrich rassemble alors une riche collection de spécimens d'histoire naturelle ainsi que des objets réalisés par les aborigènes. On considère qu'elle est la première personne à récolter le serpent mortel connu aujourd'hui sous le nom de taipan ; sa collection d'oiseaux est considérée comme étant la plus grande jamais rassemblée par une seule personne. Sa collection d'araignées forme la base de tous les grands travaux sur l'aranéofaune australienne. Elle voyage à travers le Queensland et récolte notamment à Gladstone, à Rockhampton, à Mackay, à Lake Elphinstone (en) et à Bowen. Elle revient en Allemagne en 1872.
Godeffroy garde les plus beaux spécimens récoltés par Dietrich pour son muséum et revend les autres aux muséums d'Europe. Les naturalistes européens se passionnent par ces collections et dédient à Dietrich de nombreuses espèces comme la guêpe Nortonia amaliae (sv) et l'arbre Acacia dietrichiana (en). Ses collections forment la base de l'ouvrage Zur Flora von Queensland de Christian Luerssen. Elle n'a rien publié sous son nom mais ses collections font encore la fierté des muséums d'Europe.
Deux livres ont été écrits sur son aventure. Sa fille, Charitas Bischoff, rédige une biographie largement romancée, The Hard Road. The Life Story of Amalie Dietrich, Naturalist 1821-1891. En 1993, Ray Sumner publie une biographie bien documentée sous le titre A Woman in the Wilderness, The Story of Amalie Dietrich in Australia (NSW University Press  (ISBN 0-86840-197-8)). L'opéra d'État de l'Australie du sud a commandé un opéra d'un acte en 1985, The Letters of Amalie Dietrich, sur Amalie et sa fille. Il fut écrit par Ralph Middenway] sur un livret signé Andrew Taylor, mais il n'a jamais été joué.